# Frédéric Salveton
Frédéric Salveton est un homme politique français né le 20 avril 1801 à Brioude (Haute-Loire) et mort le 14 novembre 1870 à Nonette (Puy-de-Dôme).

## Biographie
Militant libéral sous la Restauration, il est poursuivi après la conspiration de Belfort et acquitté. Avocat à Riom en 1823, il collabore au journal des audiences de la cour d'appel. Avocat général à Riom en 1830, procureur général à Amiens en 1839, à Rouen en 1844, il est député du Puy-de-Dôme de 1837 à 1839 et de 1846 à 1848, siégeant dans la majorité soutenant la Monarchie de Juillet. Il est un député très actif dans le travail législatif. Il redevient avocat à Riom de 1848 à 1870, devenant neuf fois bâtonnier entre 1852 et 1867.

## Sources
- « Frédéric Salveton », dans Adolphe Robert et Gaston Cougny, Dictionnaire des parlementaires français, Edgar Bourloton, 1889-1891 [détail de l’édition]